# Agustín Pinti
Agustín Pinti (* 20. Juni 2001) ist ein argentinischer Leichtathlet, der sich auf den Sprint spezialisiert hat.

## Sportliche Laufbahn
Erste Erfahrungen bei internationalen Meisterschaften sammelte Agustín Pinti im Jahr 2021, als er bei den Südamerikameisterschaften in Guayaquil in 10,49 s den vierten Platz im 100-Meter-Lauf belegte und auch über 200 Meter nach 20,93 s auf Rang vier gelangte. Zudem wurde er mit der argentinischen 4-mal-100-Meter-Staffel disqualifiziert. Im Oktober erreichte er bei den U23-Südamerikameisterschaften ebendort nach 10,60 s Rang acht über 100 m und Anfang Dezember schied er bei den erstmals ausgetragenen Panamerikanischen Juniorenspielen in Cali mit 22,57 s in der Vorrunde über 200 m aus und gewann im Staffelbewerb in 40,63 s die Bronzemedaille hinter den Teams aus Brasilien und Ecuador. Im Jahr darauf schied er bei den U23-Südamerikameisterschaften in Cascavel mit 21,42 s im Vorlauf über 200 Meter aus und gewann in der Mixed-Staffel über 4-mal 400 Meter in 3:31,97 min die Silbermedaille hinter dem ecuadorianischen Team. 2025 belegte er bei den Südamerikameisterschaften in Mar del Plata in 47,22 s den fünften Platz im 400-Meter-Lauf und gewann in der Mixed-Staffel in 3:23,12 min gemeinsam mit María Florencia Lamboglia, Elián Larregina und Noelia Martínez die Bronzemedaille hinter den Teams aus Brasilien und Kolumbien. Zudem gewann er mit der Männerstaffel in 3:08,77 min gemeinsam mit Tomás Mirón, Bruno De Genaro und Elián Larregina die Silbermedaille hinter dem brasilianischen Team.
2021 wurde Pinti argentinischer Meister im 100-Meter-Lauf.

## Persönliche Bestzeiten
- 100 Meter: 10,44 s (+1,8 m/s), 18. September 2021 in Buenos Aires
- 200 Meter: 20,93 s (+1,9 m/s), 31. Mai 2021 in Guayaquil
- 400 Meter: 46,93 s, 25. April 2025 in Mar del Plata